# جوني كولت
جوني كولت (بالإنجليزية: Johnny Colt)‏ هو مقدم برامج إذاعية وموسيقي ودي جيه أمريكي، ولد في 1 مايو 1966 في Marine Corps Air Station Cherry Point ‏ في الولايات المتحدة.

## وصلات خارجية
- جوني كولت على موقع IMDb (الإنجليزية)
- جوني كولت على موقع ميوزك برينز (الإنجليزية)
- جوني كولت على موقع ديسكوغز (الإنجليزية)
- جوني كولت على موقع قاعدة بيانات الفيلم (الإنجليزية)